# Metropolia di Bizia e Medea

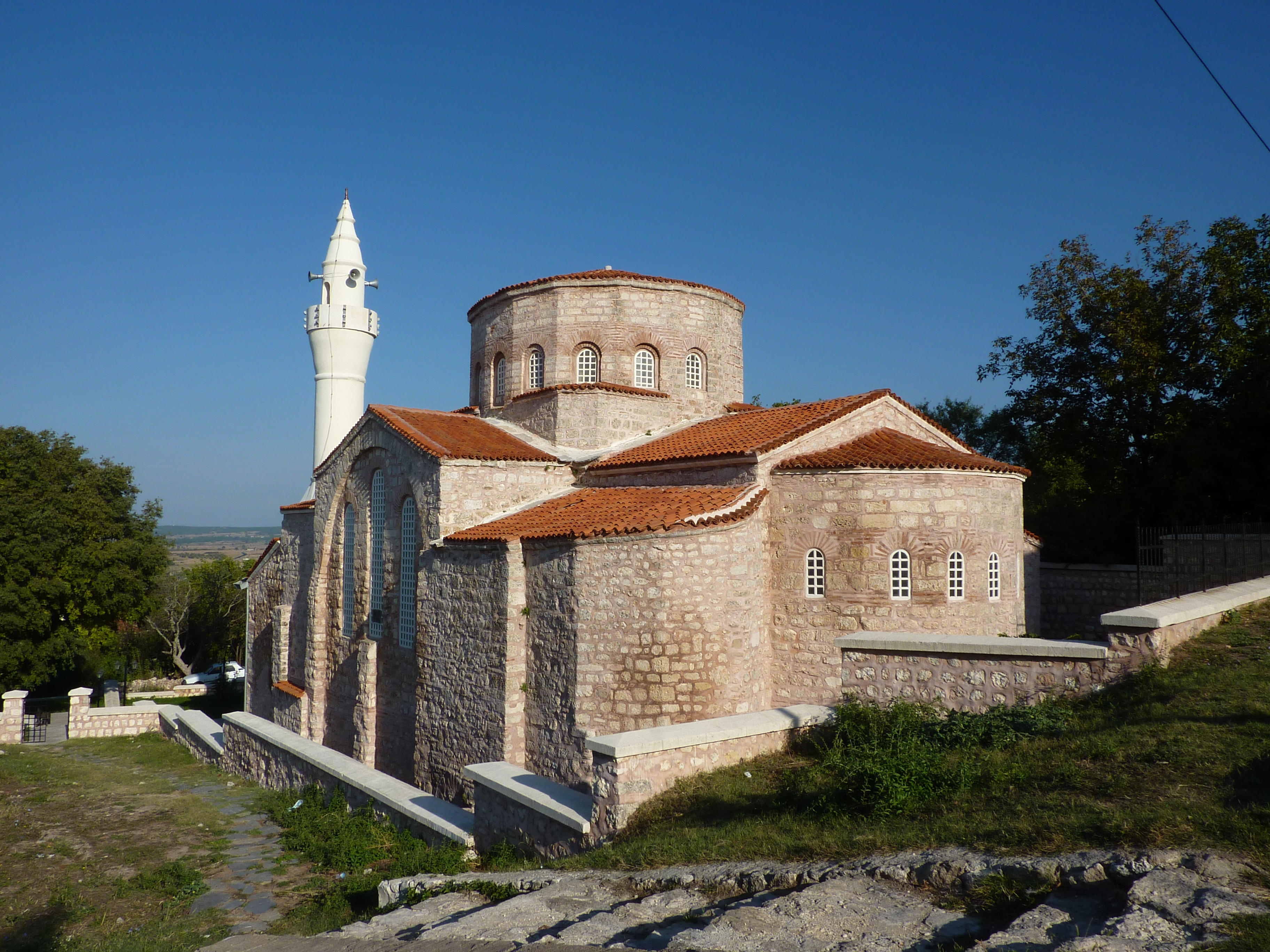
L'ex cattedrale di Santa Sofia di Bizia, oggi moschea.

La metropolia di Bizia e Medea (in greco Μητρόπολης Βιζύης και Μήδειας?, Mitrópolis Vizýis kai Mídeias) è una sede soppressa del patriarcato di Costantinopoli.

## Storia
Bizia, corrispondente alla città di Vize in Turchia, è un'antica sede ecclesiastica della provincia romana di Europa nella diocesi civile di Tracia e nel patriarcato di Costantinopoli.
Incerte sono le origini della comunità cristiana di Bizia, dato che il primo vescovo noto è relativamente tardivo, Euprepio, presente al concilio di Efeso del 431. Verso la metà del VII secolo la diocesi, che era suffraganea dell'arcidiocesi di Eraclea, fu elevata al rango di arcidiocesi autocefala, ossia dipendente direttamente dal patriarca: essa occupa il primo posto fra le arcidiocesi autocefale nella Notitia episcopatuum attribuita all'imperatore bizantino Leone VI (886-912) e databile all'inizio del X secolo.
Bizia fu spesso utilizzata come località di confino per personalità religiose: tra queste trovò esilio a Bizia Massimo il Confessore nel 656.
Diversi sono i vescovi noti di questa sede nel primo millennio cristiano. Euprepio, dopo aver partecipato al concilio efesino, sottoscrisse, verso la fine dello stesso anno, la lettera sinodale dell'arcivescovo Massimiano di Costantinopoli diretta al clero della diocesi di Tenedo per annunciare la deposizione del loro vescovo Anastasio. Luciano è documentato in tre occasioni: era presente al concilio di Calcedonia del 451, dove è detto che era amministratore della chiesa di Arcadiopoli, e firmò gli atti al posto del suo metropolita Ciriaco; nel 458 firmò una lettera di vescovi indirizzata al patriarca Anatolio; l'anno successivo sottoscrisse la lettera con la quale il patriarca Gennadio I condannava i simoniaci.
Giovanni era tra i partecipanti alla conferenza tra ortodossi e severiani a Costantinopoli nel 533. Teodoro I prese parte al concilio ecumenico del 553. Un vescovo anonimo, verso il 656, assistette al colloquio tra Teodosio, vescovo di Cesarea di Bitinia, e Massimo il Confessore: e dagli Acta di San Massimo sembra abbia usato le maniere forti nei confronti del santo.
Giorgio prese parte al concilio ecumenico del 680-681 e al concilio in Trullo del 691-692; Teodoro II era tra i convocati del secondo concilio di Nicea (787); Michele intervenne al concilio dell'869, mentre Pietro era a quello dell'879. Eutimio è menzionato nella vita di Maria, defunta cristiana di Bizia, a cui si attribuirono miracoli alla sua morte. Infine un Niceta assistette al sinodi costantinopolitani del 1028 e del 1030.
Nel XIV secolo fu elevata al rango di sede metropolitana. Neofito (1347-1368) è il primo metropolita documentato dalle fonti coeve. Nel 1682 la metropolia fu unita a quella di Medea e, tranne un breve periodo all'inizio del XVIII secolo, l'unione rimase in vigore fino alla soppressione della metropolia. In seguito agli accordi del trattato di Losanna del 1923, che impose obbligatoriamente lo scambio delle popolazioni tra Grecia e Turchia, nel territorio della sede non esistono più fedeli greco-ortiodossi.
Il titolo di metropolita di Bizia e Medea è ancora assegnato, ma è un semplice titolo vescovile non residenziale.

## Cronotassi

### Vescovi, arcivescovi e metropoliti residenti
- Euprepio † (menzionato nel 431)[7]
- Luciano † (prima del 451 - dopo il 459)[7]
- Giovanni † (menzionato nel 533)[7]
- Teodoro I † (menzionato nel 553)[7]
- Anonimo † (menzionato nel 656)[8]
- Giorgio † (prima del 680 - dopo il 692)[9][10]
- Teodoro II † (menzionato nel 787)[11]
- Anonimo † (prima metà del IX secolo)[12]
- Michele † (menzionato nell'869)[13]
- Pietro † (menzionato nell'879)[14]
- Eutimio † (menzionato nel 902)[15]
- Niceta † (prima del 1028 - dopo il 1030)[16]
- Anonimo † (tra il 1030 e il 1072)[16]
- Leone † (prima del 1072 - dopo il 1094)[16]
- Nicola † (fine dell'XI secolo)[16]
- Anonimo † (menzionato nel 1117)[16]
- Anonimo † (menzionato nel 1147)[16]
- Teodoro † (prima del 1157 - dopo il 1166)[16]
- Giovanni † (prima del 1170 - dopo il 1173)[16]
- Niceta (o Nicola) † (menzionato nel 1192)[16]
- Giovanni † (menzionato tra il 1261 e il 1294)[17]
- Nicola † (menzionato nel 1315 e forse nel 1317)[18]
  - Nicola † (1327 - 1331) (proedro[19])[20]
- Neofito † (1347 o 1351 - 29 settembre 1368 eletto metropolita di Anchialo)[5]
  - Sede vacante o soppressa[21]
- Gioacchino † (menzionato nel 1565)[22]
- Dionisio  † (menzionato nel 1567)[22]
- Daniele † (menzionato nel 1572)[22]
- Cirillo † (menzionato nel 1575)[22]
- Geremia † (menzionato nel 1578)[22]
- Lorenzo † (prima del 1614 - 1616 dimesso)[23]
- Antimo † (1º giugno 1616 - 1631 deceduto)[23]
- Damasceno † (8 marzo 1631 - luglio 1641 eletto metropolita di Mesembria)[23]
- Gabriele † (1641 - 1648 deceduto)[23]
- Gregorio † (marzo 1648 - gennaio 1671 deceduto)[23]
- Cosma † (gennaio 1671 - 1674 deceduto)[23]
- Gerasimo † (14 marzo 1674 - 1682 deceduto)[23]
- Zaccaria † (1682 - dopo marzo 1691)[23]
- Gioacchino † (prima del 1708 - dopo il 1718)[23]
- Partenio † (menzionato nel 1721)[23]
- Acacio † (menzionato nel 1723)[23]
- Macario † (menzionato nel 1731)[23]
- Gioacchino † (menzionato nel 1744)[23]
- Gennadio † (prima di luglio 1749 - 1751 deceduto)[23]
- Gerasimo † (17 febbraio 1751 - 1752 deposto)[23]
- Agapio † (luglio 1752 - 1762 dimesso)[23]
- Gerasimo † (febbraio 1762 - febbraio 1783 eletto metropolita di Nicomedia)[23] (per la seconda volta)
- Partenio † (febbraio 1783 - 1792 deposto)[23]
- Daniele † (giugno 1783 - agosto 1813 deceduto)[23]
- Neofito † (agosto 1813 - 1816 deceduto)[24]
- Geremia † (agosto 1816 - 9 giugno 1821 eletto metropolita di Derco)[24]
- Joasaph Marmaras † (giugno 1821 - agosto 1826 eletto metropolita di Nissa)[24]
- Giuseppe † (agosto 1826 - ottobre 1826 eletto metropolita di Nissa)[24]
- Joasaph Marmaras † (ottobre 1826 - settembre 1830 dimesso) (per la seconda volta)[24]
- Cosma † (settembre 1830 - agosto 1837 eletto metropolita di Chio)[24]
- Gregorio Konstantinidis † (agosto 1837 - 27 settembre 1855 eletto metropolita di Chio)[24]
- Matteo † (28 settembre 1855 - 27 febbraio 1863 sospeso)[24]
- Platone Skoulikidis † (2 marzo 1863 - 27 luglio 1877 deceduto)[24]
- Costanzo Stavridis † (1º agosto 1877 - luglio 1889 deceduto)[24]
- Ieroteo Dimitriadis † (12 agosto 1889 - 3 febbraio 1900 eletto metropolita di Rodi)[24]
- Doroteo Christidis † (5 febbraio 1900 - 29 gennaio 1904 eletto metropolita di Sozoagatopoli)[24]
- Nicodemo Komninos † (29 gennaio 1904 - 19 febbraio 1908 eletto metropolita di Coo)[24]
- Antimo Sarridis † (19 febbraio 1908 - 17 novembre 1922 eletto metropolita di Maronia)[24]

### Metropoliti titolari
- Cristoforo Knitis † (4 febbraio 1928 - 7 agosto 1958 deceduto)[24]
- Atenagora Anastasiadis, dal 24 gennaio 2024[25]